# 劇団SKグループ
劇団SKグループ（ゲキダンエスケーグループ）は、1998年旗揚げの札幌市を拠点に活動する劇団。
作品はすべて団長すがの公による作演出のオリジナル。年に3~4回（ユニット公演を合わせるとそれ以上）の公演をほぼ全て書き下ろし台本で行っている。
札幌での公演の他、同劇団での東京公演や劇団内における全国公演ユニット『skc』で道内外でも精力的に活動。
またすがの公主催のユニット『ハムプロジェクト』において札幌演劇界全体の底上げにも力を注いでいる。
2008年より活動休止中。

## 概要
1998年10月、北海学園大学4年だったすがの公を中心に旗揚げ。
初期メンバーにはCREATIVE OFFICE CUEに所属していた飯野智行、劇団猫☆魂の佐々木光弘などがいる。メンバーは就職・結婚等で退団している場合が主。
なお福村澄江は当初は制作スタッフとしての入団であった。2000年にイナダ組に所属していた江田由紀浩が入団。以来、核となるメンバーは変わらず公演を重ねる。
2004年、飯野智行の退団。SKグループも少数精鋭化を図り、役者はすがの、小山、福村、江田の4名に。
2006年2月、その4名で劇団初となる東京公演を成功させ、東京はたまた全国へと視野を向ける。2006年8月には役者を5名増員。後にゴールデンキラーズに所属していた古崎瑛美も正式加入。10名の大所帯となるが、2007年10月31日にて、福村、江田の退団が発表された。
2008年1月、劇団の休止を発表、2008年11月の最終公演をもって休止となった。
なお劇団名称は『SKG』と表記し『エスケージー』と呼ぶことが多い。

## 劇団員
- すがの公(団長)
- 能登英輔(yhs所属)
- 立川佳吾(劇団ラビカ主宰)
- 古崎瑛美
- 小山めぐみ

## ユニットについて
SKC
2006年6月にSKグループ内ちびユニットとして『skc』（“c”はちび、小さいの意）が誕生。
元は団長が経営する居酒屋「食べ飲み屋SUWA!!」での小スペース（２畳程度）少人数（客席20席）の小さな公演だったのだがSNSサイトmixi上にて盛り上がりを見せ、全国５都市での『全国公演』へ繋がった。skc第１回公演『サンタのうた』は出演者2名、制作名での“小さな”全国行脚となった。2007年7月にはskc第２回公演『サンタのひげ』を上演、全国10都市を周った。
第3回公演『サンタのはし』では、SKダッシュより新たに2名が加わり2009年8月から11月にかけて全国22都市を周る予定である。 
※公演詳細については外部リンクを参照。
SKダッシュ
2007年3月、SKグループの次世代を担う役者育成のためのユニットとして旗揚げ。
制作や裏方全般をSKG役者が行うことによって、役者自身の成長も図る。
旗揚げ公演は第10回公演『G'』の再演。メンバーは現在7名。

## 公演履歴
- 1998年10月　旗揚げ公演『メガトンキッス』
- 1999年3月 　第2回公演『ファンキイソウル』
- 1999年10月　第3回公演『ノストラダンク』
- 2000年1月　 第4回公演『ズキュン』
- 2000年6月　 第5回公演『ボンクラサンバ』
- 2000年8月　 第6回公演『W!』
- 2000年11月　第7回公演『サンダアファイブ』
- 2001年2月 　第8回公演『F.』
- 2001年5月　 第9回公演『ツワモノジェット』
- 2001年8月　 第10回公演『G'』
- 2001年11月　第11回公演『バンバラビーム』
- 2002年2月　 第12回公演『ポンコツヘッズ』
- 2002年7月　 第13回公演『A.』
- 2002年11月　第14回公演『I'』
- 2003年1月　 E-1グランプリ北海道予選
- 2003年3月　 E-1グランプリ北海道決勝
- 2003年4月 　E-1グランプリ全国決勝
- 2003年6月　 第15回公演『ビタミンシェイク』
- 2003年8月　 特別公演『MP足りない』(教文演劇フェスティバル参加作品)
- 2003年8月 　E-1グランプリお披露目公演(下北沢本多劇場(東京))
- 2003年11月　第16回公演『R』
- 2004年1月 　コントライブ『SKGの営業vol.1』
- 2004年3月　 コントライブ『SKGの営業vol.2』
- 2004年5~6月 第17回公演『メキシカンTV』
- 2004年7月　『re-sex』(ユニットによる公演)
- 2005年1月　 第18回公演『masterpiece』
- 2005年6月 　第19回公演『FAKE!』
- 2005年11月　第19.5回公演『エキセントリックショートケーキ』
- 2006年02月　第20回公演『再演A.』(札幌・東京公演)

(※シアターZOO企画公演、東京国際芸術劇場リージョナルシアター参加作品)
- 2006年8月 　第21回公演『ナチュラルスイーツ』(教文演劇フェスティバル参加作品)
- 2006年11月　第22回公演『B計画～彼の住む星～』
- 2007年2月　 第23回公演『B計画～彼女の住む宇宙～』(東京公演のみ)
- 2007年4月 　第24回公演『桜襲～さくらがさね～』(東京公演)
- 2007年5月　　　　　　『桜襲～さくらがさね～』(札幌公演)
- 2007年6月　緊急企画『B計画』プレミア公演inBLOCH
- 2007年11月　第25回公演『ミスキャスト！』
- 2008年1月　 第26回公演『Boma Ye! ～奴ヲ殺セ～』
- 2008年4･5月 第27回公演『使わなければダメになる』
- 2008年9月　 第28回公演『人間失格失格』(「遊戯祭08 太宰と遊ぼう」参加作品)
- 2008年10･11月 最終公演『That's That これでおしまい』

(※札幌では公演しなかった「B計画～彼女…」の上演、「B計画～彼…」のスクリーン上映、SKダッシュの投げ銭公演が行われた)

## 外部サイト
- SKG.HP[リンク切れ]－ＳＫグループ公式サイト
- SKGの通販[リンク切れ]－公演DVDなどの通信販売
- SKダッシュ[リンク切れ]－二軍ユニット公式サイト
- skcブログ[リンク切れ]－ワゴンで全国公演！2010年は30都市！
- スガノホーム３－団長すがの公のホームページ
- ラジオけいん家[リンク切れ]－不定期放送中
- ハムプロジェクト